# Jazeman Jaafar
Jazeman Jaafar, né le 13 novembre 1992 à Kuala Lumpur (Malaisie), est un pilote automobile malaisien.

## Carrière automobile

### Résultats en Monoplace
| Saison | Championnat                                 | Écurie                     | Courses | Victoires | Pole positions | Meilleurs tours | Podiums | Points | Classement |
| ------ | ------------------------------------------- | -------------------------- | ------- | --------- | -------------- | --------------- | ------- | ------ | ---------- |
| 2006   | Asian Formula Renault 2.0                   | Asia Racing Team           | 12      | 0         | 0              | 0               | 4       | 182    | 3e         |
| 2007   | Formule BMW Asie                            | CIMB Qi-Meritus            | 22      | 10        | 0              | 5               | 12      | 768    | Champion   |
| 2007   | Formule BMW World Final                     | AM-Holzer Rennsport GmbH   | 1       | 0         | 0              | 0               | 0       | N/A    | 18e        |
| 2008   | Formule BMW Europe                          | AM-Holzer Rennsport GmbH   | 16      | 0         | 0              | 0               | 0       | 67     | 14e        |
| 2008   | Formule BMW World Final                     | Eifelland Racing           | 1       | 0         | 0              | 0               | 0       | N/A    | 5e         |
| 2009   | Formule BMW Europe                          | Eifelland Racing           | 16      | 0         | 0              | 2               | 2       | 123    | 9e         |
| 2009   | Formule BMW Pacifique                       | Räikkönen Robertson Racing | 1       | 0         | 0              | 0               | 0       | N/A    | N.C        |
| 2010   | Championnat de Grande-Bretagne de Formule 3 | Carlin                     | 30      | 0         | 0              | 0               | 2       | 85     | 12e        |
| 2010   | Masters de Formule 3                        | Carlin                     | 1       | 0         | 0              | 0               | 0       | N/A    | N.C        |
| 2010   | Grand Prix de Macao                         | Carlin                     | 1       | 0         | 0              | 0               | 0       | N/A    | 14e        |
| 2011   | Championnat de Grande-Bretagne de Formule 3 | Carlin                     | 30      | 0         | 0              | 0               | 4       | 187    | 6e         |
| 2011   | Trophée International Formule 3             | Carlin                     | 8       | 0         | 0              | 0               | 1       | 21     | 7e         |
| 2011   | Formule 3 Euro Series 2011                  | Carlin                     | 3       | 0         | 0              | 0               | 0       | 0      | N.C        |
| 2012   | Championnat de Grande-Bretagne de Formule 3 | Carlin                     | 28      | 3         | 0              | 3               | 15      | 306    | 2e         |
| 2013   | Championnat de Grande-Bretagne de Formule 3 | Carlin                     | 3       | 2         | 2              | 0               | 3       | 58     | 9e         |
| 2013   | Formule Renault 3.5 Series                  | Carlin                     | 17      | 0         | 0              | 0               | 1       | 24     | 17e        |
| 2014   | Formule Renault 3.5 Series                  | ISR Racing                 | 17      | 0         | 0              | 0               | 2       | 73     | 10e        |
| 2015   | Formule Renault 3.5 Series                  | Fortec Motorsport          | 17      | 1         | 1              | 1               | 4       | 118    | 8e         |

## Palmarès

### Championnat du monde d'endurance FIA
(Les courses en gras indiquent la pole position) (Les courses en italiques indiquent le meilleur temps)
| Année   | Écurie                | Voiture  | Moteur                     | Classe | 1     | 2     | 3     | 4     | 5     | 6   | 7   | 8   | Position | Points |
| ------- | --------------------- | -------- | -------------------------- | ------ | ----- | ----- | ----- | ----- | ----- | --- | --- | --- | -------- | ------ |
| 2018–19 | Jackie Chan DC Racing | Oreca 07 | Gibson GK428 4,2 l V8 Atmo | LMP2   | SPA 3 | LMS 2 | SIL 2 | FUJ 1 | SHA 4 | SEB | SPA | LMS | 4e       | 98     |

### Asian Le Mans Series
| Année     | Ecurie                       | Châssis  | Moteur                      | Classe | 1       | 2     | 3     | 4     | Position | Points |
| --------- | ---------------------------- | -------- | --------------------------- | ------ | ------- | ----- | ----- | ----- | -------- | ------ |
| 2017-2018 | Jackie Chan DC Racing X Jota | Oreca 05 | Nissan VK45DE 4.5 L V8 Atmo | LMP2   | SHA ABD | FUJ 3 | THA 1 | SEP 5 | 4e       | 50     |
| 2018-2019 | Jackie Chan DC Racing X Jota | Oreca 05 | Nissan VK45DE 4.5 L V8 Atmo | LMP2   | SHA ABD | FUJ   | THA   | SEP   | 8e       | 0      |